# Tommy Vercetti
Tommy Vercetti este un personaj fictiv care apare ca protagonistul din Grand Theft Auto: Vice City, un joc video din seria Grand Theft Auto creată de Rockstar Games. El este menționat și în succesorul jocului, Grand Theft Auto: San Andreas. Tommy este jucat de actorul american faimos Ray Liotta, fiind primul protagonist din seria GTA care să vorbească.
Tommy este un mafiot experimentat din familia Forelli, o familie mafiotă fictivă din Liberty City ce apare în majoritatea jocurilor din era 3 a seriei GTA. După ce este eliberat din închisoare, el este trimis de fostul său șef în Vice City pentru un schimb de droguri important, care este, însă, ambuscat. În încercarea de-al găsi și ucide pe cel responsabil pentru ambuscadă, Tommy lucrează pentru diferite persoane din lumea criminală din Vice City, timp în care el însuși devine un criminal respectat în oraș. După ce îl omoară în cele din urmă pe cel responsabil, Tommy îi preia imperiul și lucrează apoi pentru a deveni tot mai puternic, la finalul jocului reușind să-și elimine toți dușmanii și să devină cel mai puternic lord al crimei din Vice City. 

## Apariții

### Trecut
Tommy s-a născut în Liberty City în 1951, într-o familie italiană-americană, tatăl său lucrând la o companie necunoscută din oraș (cel mai probabil ziarul Liberty Tree). Nu se știe dacă tatăl său deținea sau nu compania, dar Tommy susține că se ocupa cu curățarea imprimantelor și că ducea o viață destul de cinstită. Când era adolescent, Tommy s-a împrietenit cu Sonny Forelli, liderul familiei mafiote Forelli, și a început să lucreze pentru familia Forelli, comițând nenumărate crime și crescând în rang în cadrul familiei.
În 1971, Sonny, gelos pe popularitatea lui Tommy în cadrul Mafiei și al lumii criminale din Liberty City, l-a trimis să asasineze un mafiot dintr-o familie rivală (cel mai probabil Leone) în cartierul Harwood, dar acest lucru a fost de fapt o ambuscadă și Tommy a fost atacat de 11 oameni. Tommy a fost nevoit să-i omoare pe toți pentru a supraviețui, dar a fost arestat și condamnat la închisoare, unde a căpătat porecla "Măcelarul din Harwood" pentru masacrul pe care l-a cauzat. În închisoare, Tommy urma să fie executat, dar Sonny, impresionat de loialitatea lui Tommy chiar și în închisoare, a intervenit și, datorită influenței familiei Forelli în oraș, a reușit să-l salveze și să-i scurteze sentința la 15 ani.

### Grand Theft Auto: Vice City
În 1986, după o lungă sentință de 15 ani, Tommy este eliberat din închisoare. După ce află de acest lucru, Sonny decide să-l promoveze pe Tommy la rangul de Capo în cadrul familiei Forelli  și îl trimite în Vice City pentru a acționa drept cumpărător al familiei într-un schimb de cocaină, dar și pentru a face și alte lucrări de teren pentru el, Sonny plănuind să extindă influența familiei Forelli și în Vice City. La sosirea lor în Vice City, Tommy și gărzile sale îl întâlnesc pe Ken Rosenberg, avocatul corupt al familiei Forelli, care îi duce cu mașina la docuri, unde va avea loc schimbul cu vânzătorii lor, Lance și Victor Vance, doi frați implicați în afacerile cu droguri. Totuși, schimbul este ambuscat de niște bărbați mascați, care îl ucid pe Victor și pe gărzile lui Tommy și fură banii și cocaina, deși Tommy reușește să scape împreună cu Ken. După ce Ken se întoarce la birou, Tommy se întoarce la hotelul unde s-a cazat și îl informează pe Sonny de cele întamplate. Sonny îl amenință furios pe Tommy, dar acesta îl convinge să-i mai dea o șansă și să-l lase să recupereze drogurile și banii și să-l ucidă pe cel responsabil de ambuscadă.
Căutând informații despre cei implicați în schimb, Tommy se întâlnește cu Ken, care îl sfătuiește să-l vadă pe colonelul Juan Garcia Cortez, care a ajutat la stabilirea schimbului. Tommy sosește la una dintre petrecerile de pe barca lui Cortez, unde întâlnește diverse persoane din lumea criminală din Vice City și vorbește cu Cortez, care, exprimându-și regretul față de cele întâmplate, promite să-l ajute pe Tommy să afle cine a aranjat ambuscada. Încă în căutare de informații, Ken îl trimite pe Tommy la Kent Paul, un producător muzical care are multe legături în lumea criminală din oraș, ce îl ajută pe Tommy să-l găsească pe unul dintre mercenarii care a ambuscat schimbul. După ce îl omoară, Tommy este apropiat de Lance Vance, care a supraviețuit și el ambuscadei și vrea să-și răzbune fratele, Victor. Tommy și Lance formează o alianță pentru a-l găsi și ucide pe cel responsabil pentru ambuscadă.
În căutarea sa de informații, Tommy începe să lucreze pentru Cortez, în speranța că acesta îl va ajuta să-l găsească pe cel responsabil de ambuscadă. Prin intermediul lui Ken, Tommy îl cunoaște curând și pe Avery Carrington, un dezvoltator imobiliar care îi dă, de asemenea, de lucru lui Tommy în schimbul ajutorului cu problema sa. În ultima misiune pentru Carrington, Tommy este pus să izbucnească un război între două bande locale, Cubanezii și Haitienii, pentru a scădea prețul imobilelor din zonă. Tommy omoară un lider Haitian, învinuind Cubanezii pentru atac, și izbucnește astfel un război între cele două bande, dar toată munca sa pentru Carrington nu l-a adus cu nimic mai aproape de a găsi ceea ce caută.
Mai târziu, Tommy și Lance sunt angajați de un lord de droguri numit Ricardo Diaz, pe care Tommy l-a întâlnit la una dintre petrecerile lui Cortez, să fie gărzile lui de corp în timpul unui schimb cu Cubanezii. Schimbul este ambuscat de niște Haitieni, care fură drogurile, dar Tommy îi urmărește și îi ucide, recuperând drogurile. Impresionat de abilitățile lui Tommy, Diaz îi angajează pe acesta și pe Lance drept protecție permanentă. Totuși, Cortez își exprimă curând suspiciunea că Diaz ar fi cel din spatele ambuscadei și, pe măsură ce el și Tommy lucrează pentru Diaz, Lance descoperă că acesta este într-adevăr cel care a aranjat ambuscada. Mai târziu, Tommy îl ajută pe Cortez să fugă din Vice City, pentru a scăpa de Poliția Franceză, iar apoi îl sfătuiește pe Lance să continue să lucreze pentru Diaz, pentru a afla cât mai multe despre afacerea lui înainte de-al ucide. Totuși, Lance refuză să-l asculte, dorind să-și răzbune fratele cât mai repede, și încearcă să-l omoare singur pe Diaz, numai pentru a fi capturat. După ce află de acest lucru de la Kent Paul, Tommy îl salvează pe Lance și, cu acoperirea lor acum distrusă, cei doi îl atacă împreună pe Diaz în conacul lui. După ce se luptă cu oamenii săi prin tot conacul, Tommy și Lance îl confruntă și îl ucid în cele din urmă pe Diaz, preluându-i apoi afacerea. Drept urmare, Tommy devine un lord de droguri puternic în Vice City și își creează propria organizație, Familia Criminală Vercetti, independentă de familia Forelli.
Dorind să-și sporească puterea în Vice City, Tommy începe să lucreze cu liderul Cubanezilor, Umberto Robina, într-un efort de-ai câștiga încrederea și respectul, și îi ajută pe Cubanezi în războiul lor contra Haitienilor. Atacurile lui Tommy asupra Haitienilor atrag curând atenția liderului acestora, Auntie Poulet, care îl drogează pe Tommy pentru a ataca câteva operațiuni ale Cubanezilor și a egala astfel scorul cu aceștia, iar apoi îl lasă pe Tommy în pace, tăind orice conexiune cu el. Cu toate acestea, Tommy îi ajută mai târziu pe Cubanezi pentru ultima dată, distrugând fabrica de droguri a Haitienilor, ceea ce îi slăbește semnificativ, iar Tommy câștiga astfel respectul și prietenia lui Umberto și Cubanezilor, care îi devin aliați importanți în Vice City.
Mai târziu, la sfatul lui Kent Paul, Tommy începe să lucreze pentru trupa rock Love Fist, care au nevoie de securitate în timpul concertului lor în Vice City. După ce ajută trupa să scape de mai multe încercări de omor ale unui fan nebun, Tommy îl întâlnește pe Mitch Baker, liderul unei bande de motocicliști, și lucrează pentru el, câștigându-i respectul și prietenia, astfel încât Mitch și banda sa îi devin la rândul lor aliați importanți lui Tommy și sunt de acord să ofere protecție lui Love Fist.
În același timp, Tommy dorește să-și extindă imperiul și astfel achiziționează diverse companii aproape falimentare, precum un șantier naval, o fabrică de înghețată (care vinde de fapt droguri), un club de striptis, o companie de taxi, un atelier de vânzări auto, un studiou de film, un fabrică de tipărit și clubul Malibu. După câteva misiuni pentru fiecare dintre acestea (inclusiv un jaf al unei bănci, în cazul clubului Malibu, după care Tommy lucrează puțin și cu unul dintre complicii jafului, Phil Cassidy, un trăgaci expert și proprietarul unui magazin de arme), Tommy reușește în cele din urmă să le repună pe picioare și chiar le transformă în afaceri competitive, devenind astfel cel mai bogat și puternic lord al crimei din Vice City.
Sonny află în cele din urmă de succesul lui Tommy în Vice City și cere partea cuvenită familiei Forelli, dar Tommy refuză. Furios, Sonny își trimite oamenii în Vice City să atace afacerile deținute de Tommy, dar acesta reușește să le apere și apoi taie orice conexiune cu familia Forelli. Cu toate acestea, Sonny decide să vină în persoană la conacul lui Tommy cu o mică armată de mafioți, pentru a-și cere banii prin forță. Tommy încearcă să-i dea bani contrafăcuți, dar Sonny dezvăluie că el este cel responsabil pentru închiderea lui Tommy cu 15 ani în urmă, iar apoi și Lance îi dezvăluie că s-a aliat în secret cu Sonny și l-a informat pe acesta de toate activitățile lui Tommy în Vice City, deoarece se simțea neglijat de Tommy. Înfuriat de această trădare, Tommy îl urmărește pe Lance până pe acoperișul conacului și îl ucide, iar apoi începe să se lupte cu oamenii lui Sonny prin conac, oprindu-i din a-i fura banii. După ce Sonny apare să-l ucidă personal pe Tommy, acesta se luptă cu el și reușește să-l omoare odată pentru totdeauna.
Mai târziu, când Ken sosește, el este șocat și îngrijorat la vederea dezastrului din conac rămas în urma luptei, dar Tommy îl asigură că totul este bine. Tommy îl numește apoi pe Ken noua lui mână dreaptă și declară acest moment "începutul unei frumoase relații de afaceri", deoarece Tommy a scăpat în sfârșit de toate problemele sale și a devenit lordul nedisputat al crimei în Vice City.

### Grand Theft Auto: San Andreas
Tommy este menționat de Ken Rosenberg de câteva ori în joc (ce are loc în 1992), în timpul unor misiuni în care acesta lucrează alături de Carl "CJ" Johnson (protagonistul acestui joc), ceea ce îi aduce aminte de vremurile petrecute alături de Tommy; după evenimentele din GTA Vice City, Ken a încetat să mai lucreze alături de Tommy, simțind că nu era suficient de apreciat, și s-a mutat în Las Venturas, San Andreas, unde a fost din nou angajat de Mafie, în calitate de manager al cazinoului acestora. De asemenea, în The Introduction, un film scurt de vreo 22 de minute ce prezintă evenimentele dinainte de joc, Ken încearcă să vorbească cu Tommy la telefon, dar nu poate să dea de el; Ray Liotta ar fi trebuit inițial să-l joace pe Tommy în această scenă, dar actorul a refuzat, din cauză că, văzând succesul lui GTA Vice City, a considerat că Rockstar nu l-a plătit suficient pentru rolul său.

### Apariții în alte jocuri
Tommy, împreună cu ceilalți protagoniști din era 3 a seriei GTA, este menționat în Grand Theft Auto IV, unde un desen de pe un zid sugerează că toți ar fi morți. Totuși, cum GTA IV se petrece într-un univers diferit de predecesorii săi, acest lucru nu este confirmat și este doar un easter egg.

## Caracterizare

### Aspect
Tommy este un bărbat de 35 de ani. El poartă o cămașă hawaiană albastră, blugi și o pereche de teniși albi, deși există mai multe costume speciale pentru Tommy în joc, printre care un costum elegant albastru, un costum de muncitor (o salopetă și o șapcă albastră), un costum de jucător de golf (tricou alb, vestă roz și pantaloni în carouri), un costum de Cubanez (un maieu alb, blugi și o bandană), o uniformă de polițist (care are și abilitatea specială de a-i face pe polițiști să nu-l atace pe Tommy dacă intră în secția de poliție sau în baza militară), un costum de jefuitor de bănci (o salopetă verde, mănuși și mască de hochei), îmbrăcăminte stradală (un tricou maro, blugi albaștri și teniși albi), un costum negru cu dungi (care este o referință la personajul Tony Montana, de care este Tommy inspirat), două costume diferite de jogging (unul negru și unul roșu), și un costum special pentru completarea 100% a jocului, ce include un tricou alb pe care scrie "I Completed Vice City and All I Got Was This Lousy T-shirt".  

### Personalitate
Tommy este un gangster experimentat, ce este prezentat ca fiind atât inteligent, reușind să-și clădească propriul imperiu din nimic, cât și foarte temperamental, înfuriindu-se ușor și trecând rapid la violență pentru a rezolva orice problemă. El nu ezită niciodată să omoare oameni, deși majoritatea victimelor sale fie încearcă să-l omoare la rândul lor, fie este plătit să le omoare. Cu toate acestea, Tommy are și o latură mai sensibilă și, deși pe majoritatea aliaților săi îi tratează cu indiferență, precum Ken Rosenberg, Kent Paul, Lance Vance și Sonny Forelli (ceea ce a și rezultat în aceștia doi din urmă încercând să-l omoare), el are și anumiți aliați pe care îi tratează cu respect datorită tot ajutorului acordat, precum Juan Cortez, Avery Carrington, Umberto Robina și Mitch Baker; de asemenea, el are relații mai strânse cu Mercedes, fiica lui Cortez, și Earnest Kelly, un angajat vârstnic la o firmă de printare pe care o cumpără Tommy, acesta fiind ca o figură paternă pentru Tommy deoarece îi amintește de când lucra la compania tatălui său.

### Inspirație
Tommy este bazat pe personajul Tony Montana din filmul Scarface, atât în poveste, atât GTA Vice City cât și filmul urmărind doi criminali care își dezvoltă propriul imperiu și ajung să fie trădați de prietenii lor (diferența fiind că Tommy supraviețuiește), cât și în anumite aspecte ale personalității, în special temperamentul. De asemenea, Ray Liotta își impune propria personalitate în personaj, oferindu-i un șarm aparte, motiv pentru care actorul a fost foarte lăudat și apreciat pentru rolul său și Tommy Vercetti rămâne până în prezent un protagonist memorabil.

## Recepție
Tommy Vercetti a fost foarte apreciat de critici și jucători, fiind inclus în multe liste cu cele mai bune personaje din jocuri video, printre care "Cele mai tari personaje din Grand Theft Auto" de la IGN, "Top 10 cele mai memorabile personaje din GTA" de pe CraveOnline (locul 2), "Cele mai bune personaje din jocuri pentru Xbox" din The Age (locul 9), "Top 25 anti-eroi din jocuri video" de la GameDaily, "Top 5 anti-eroi din jocuri" de la PlayStation Beyond, "Top 10 anti-eroi din jocuri video" din The Telegraph (locul 9), "Top 25 cei mai memorabili italieni din jocuri video" de la UGO Networks (locul 23), "Top 30 personaje care au definit un deceniu" de la Game Informer și "12 personaje de modă veche care încă mai sunt legendare" de la Complex. Personajul a fost apreciat pentru asemănarea sa cu Tony Montana și rolul jucat de Ray Liotta, care a câștigat mai multe premii pentru performanța sa ca Tommy, precum "Cea mai bună performanță din live action/vocală ale unui bărbat" la G-Phoria Awards 2003 și "Cea mai bună performanță a unui Om" și Spike Video Game Awards 2003.